# 1350
| [ Edytuj tabelę ]                          |                                                                  |
| Król Polski                                | - 1333 Kazimierz III Wielki 1370                                 |
| Król Albanii                               | - 1332 Robert 1364                                               |
| Współksiążęta Andory                       | - 1348 Niccoló Capocci 1350 - 1343 Gaston III 1391               |
| Król Anglii                                | - 1327 Edward III 1377                                           |
| Król Aragonii i Walencji, hrabia Barcelony | - 1336 Piotr IV Aragoński 1387                                   |
| Władca Azteków                             | - 1325 Tenoch 1376                                               |
| Książę Bawarii                             | - 1347 Stefan II 1375                                            |
| Margrabia Brandenburgii                    | - 1320 Ludwik 1351                                               |
| Książę Burgundii                           | - 1349 Filip I z Rouvres 1361                                    |
| Cesarz Bizancjum                           | - 1347 Jan VI Kantakuzen 1354                                    |
| Car Bułgarii                               | - 1331 Iwan Aleksander 1371                                      |
| Cesarz Chin                                | - 1333 Huizong 1368                                              |
| Król Cypru                                 | - 1324 Hugo IV 1359                                              |
| Król Czech                                 | - 1346 Karol IV Luksemburski 1378                                |
| Król Danii                                 | - 1340 Waldemar Atterdag 1376                                    |
| Władca Egiptu                              | - 1347 An-Nasir Hasan 1351                                       |
| Cesarz Etiopii                             | - 1344 Nyuaje Krystos 1372                                       |
| Król Francji                               | - 1328 Filip VI 1350 - 1350 Jan II Dobry 1364                    |
| Król Gruzji                                | - 1346 Dawid IX 1360                                             |
| Hrabia Holandii                            | - 1345 Małgorzata Bawarska 1351 - 1346 Wilhelm V 1358            |
| Cesarz Japonii                             | - 1339 Go-Murakami 1368                                          |
| Kalif                                      | - 1341 Al-Hakim II 1352                                          |
| Król Kastylii i Leónu                      | - 1312 Alfons XI 1350 - 1350 Piotr I Okrutny 1369                |
| Patriarcha Konstantynopola                 | - 1347 Izydor 1350 - 1350 Kalikst I 1354                         |
| Władca Korei                               | - 1348 Ch’ungjŏng 1351                                           |
| Wielki książę litewski                     | - 1345 Olgierd 1377                                              |
| Cesarz Majapahitu                          | - 1328 Tribhuwana Widżajatunggadewi 1350 - 1350 Hajam Wuruk 1389 |
| Sułtan Maroka                              | - 1331 Abu al-Hassan Ali I 1350 - 1350 Abu Inan Faris 1358       |
| Książę Mediolanu                           | - 1339 Giovanni 1354                                             |
| Senior Monako                              | - 1338 Karol I 1357                                              |
| Wielki książę moskiewski                   | - 1340 Siemion Dumny 1353                                        |
| Król Nawarry                               | - 1349 Karol II Zły 1387                                         |
| Król Norwegii                              | - 1319 Magnus Eriksson 1355 - 1343 Haakon VI Magnusson 1380      |
| Hrabia Palatynatu                          | - 1327 Rudolf II Wittelsbach 1353                                |
| Papież                                     | - 1342 Klemens VI 1352                                           |
| Król Portugalii                            | - 1325 Alfons IV 1357                                            |
| Cesarz Rzymski (niemiecki)                 | - 1346 Karol IV Luksemburski 1378                                |
| Książę Saksonii                            | - 1298 Rudolf I 1356                                             |
| Car Serbii                                 | - 1331 Stefan Urosz IV Duszan 1355                               |
| Król Szkocji                               | - 1329 Dawid II Bruce 1371                                       |
| Król Szwecji                               | - 1319 Magnus Eriksson 1363                                      |
| Król Tajlandii                             | - 1350 Ramathibodi I 1369                                        |
| Sułtan Turków                              | - 1324 Orchan 1360                                               |
| Doża Wenecji                               | - 1342 Andrea Dandolo 1354                                       |
| Król Węgier                                | - 1342 Ludwik Andegaweński 1382                                  |
| Wielki mistrz zakonu krzyżackiego          | - 1345 Heinrich Dusemer von Arfberg 1351                         |

Rok 1350 / MCCCL
stulecia: XIII wiek ~
XIV wiek ~
XV wiek

lata: 1340 «
1345 «
1346 «
1347 «
1348 «
1349 «
1350
» 1351
» 1352
» 1353
» 1354
» 1355
» 1360

## Wydarzenia w Polsce
- 25 marca – Pożar w opactwie cystersów w Oliwie, strawił doszczętnie kościół i klasztor[1].
- 4 kwietnia – zawarte zostało porozumienie polsko-węgierskie, na mocy którego król Węgier Ludwik I zrzekł się swych praw do Rusi Halicko-Włodzimierskiej.
- 13 maja – w Łowiczu król Kazimierz III Wielki zawarł sojusz antykrzyżacki z królem Danii Waldemarem IV.
- 18-19 maja – wiec króla Kazimierza w opactwie w Sulejowie z pięcioma biskupami i kanclerzami świeckimi.
- 20 maja – w bitwie pod Żukowem Kazimierz III Wielki rozgromił wojska litewskie, odzyskując Ruś Halicko-Wołyńską.
- miały miejsce dwa najazdy litewskie: na Lubelskie, Sandomierskie, Łęczyckie oraz na Łukowskie, Sandomierskie, Radomskie[2].

## Wydarzenia na świecie
- 22 sierpnia – Jan II został królem Francji.
- 26 sierpnia – Jan II został koronowany w Reims na króla Francji.

- Epidemia dżumy w Europie Zachodniej i Południowej (Czarna śmierć).
- Wojska marokańskiego sułtana Abu al-Hassana Alego I zostały pokonane przez beduinów pod Kairuanem.

## Urodzili się
- 27 czerwca – Manuel II Paleolog, cesarz bizantyński (zm. 1425)
- 12 października – Dymitr Doński, wielki książę moskiewski i włodzimierski (zm. 1389)

## Zmarli
- 22 sierpnia – Filip VI, król Francji 1328–1350. Pierwszy władca z dynastii Walezjuszów (ur. 1293)
- 26 marca – Alfons XI, król Kastylii i Leónu w latach 1312–1350 (ur. 1311)
- data dzienna nieznana:
  - Izydor, patriarcha Konstantynopola (ur. 1311)